# Roque Pro Alonso
Roque Pro Alonso (Salamanca, 2 de junio de 1912- Madrid el 28 de enero de 1983) fue un militar y político español.

## Biografía
Licenciado en Derecho, optó sin embargo por la carrera militar. Combatió junto al ejército de Francisco Franco en la Guerra civil española, incorporándose luego a la División Azul. Con rango de Coronel de Artillería, fue docente en la Academia de Artillería e ingresó en el Cuerpo Técnico de Secretarios Sindicales. También tuvo una carrera política: Fue Vicesecretario Nacional de Ordenación Administrativa de la Delegación Nacional de Sindicatos (1952-1967), Secretario Nacional del Sindicato Vertical (mayo 1956-julio 1957) e inspector-asesor del mismo Sindicato (1957-1962). Ejerció el cargo de Vicepresidente de la Comisión de Trabajo de las Cortes Españolas y ocupó la Dirección General de Radiotelevisión española entre el 20 de julio de 1962 y el 22 de febrero de 1964. Con posterioridad ejerció actividades en el sector privado, accediendo, entre el 19 de junio de 1964 y 1974 a la Presidencia del Consejo de Administración del Banco Rural y Mediterráneo.